# 2000 في فنلندا
فيما يلي قوائم الأحداث التي وقعت خلال عام 2000 في فنلندا.

## سياسة

### تعيين في المنصب
- 25 فبراير – إركي تووميويا وزير الخارجية [الإنجليزية]‏.
- 1 مارس – تاريا هالونن رئيس فنلندا.

### انتهاء فترة المنصب
- 25 فبراير – تاريا هالونن وزير الخارجية [الإنجليزية]‏،عضو برلمان فنلندا  [لغات أخرى]‏.
- 1 مارس – مارتي أهتيسآري رئيس فنلندا.

## رياضة
- 9 يوليو – بطولة أوروبا للألعاب المائية 2000

## ظهور
- 1 يناير – سوالو ذا سن

## أفلام
من الأفلام التي صدرت هذه السنة في فنلندا:
- 17 مايو – راقصة في الظلام من إخراج لارس فون ترايير.[1]

## وفيات

### أكتوبر
- 26 أكتوبر – ليلى كينونن (مواليد 1939) مغنية فنلندية.

### نوفمبر
- 20 نوفمبر – كالي بآتلو (مواليد 1919) روائي فنلندي.[2]